# Kallynteria
Kallynteria war ein Fest im Mai zu Ehren der griechischen Göttin Athene. Es fand am 22. Thargelion statt.
Hierbei füllt eine ihrer Priesterinnen das Öl ihrer heiligen Flamme nach. Dieses Fest war zwar eher klein, dennoch sehr bedeutend im alten Athen, da die Flamme im Tempel nie erlöschen durfte. Zudem wurde der Tempel ausgefegt und die Statue gereinigt. Das Fest gilt als eine Art Erneuerung, Trennung von Altem und Platzgewinnung für Neues.